# أندرياس إينفيلدت
أندرياس إينفيلدت (بالسويدية: Andreas Eenfeldt) هو طبيب سويدي متخصص في نصائح غذائية قليلة الكربوهيدرات ، الدهون العالية (أحيانا الكيتو).

## الحياة والعمل
عمل  إينفيلدت أصلا كطبيب الأسرة. في عام 2007، بدأ موقعًا سويديًا باسم   kostdoktorn.se وأصبح أكبر مدونة صحية في البلاد. في عام 2011 بدأ إصدار اللغة الإنجليزية، DietDoctor.com، وفي عام 2015 توقف عن العمل كطبيب لتكريس نفسه إلى الموقع بدوام كامل. يعد هذا الموقع هو أكبر موقع إلكتروني منخفض الكربوهيدرات في العالم ويعمل به 14 موظفاً بزيارات 200 ألف شخص في اليوم.

## اساليب مثيرة للجدل
لقد تم تحليل اساليب إينفيلد ، جنبا إلى جنب مع زملائه من السويد ، في ورقة أكاديمية انتقادية من قبل مارك إلم وأندرياس غونارسون.

## الروابط الخارجية
- الموقع الرسمي